# John Patrick Montague
John Patrick Montague (* 28. Februar 1929 in Brooklyn, New York City; † 10. Dezember 2016 in Nizza, Frankreich), bekannt als John Montague, war ein irischer Dichter und Schriftsteller.

## Leben
Er wurde als Sohn irischer Eltern in Brooklyn geboren, wuchs dann jedoch im nordirischen Armagh auf. Dort besuchte er das St. Patrick’s College. Später studierte er in Dublin am University College. Das Studium schloss er 1949 mit dem Bachelor of Arts in Englisch und Geschichte ab. 1952 erwarb er den Master of Arts. In den Jahren 1953 und 1954 studierte er an der Yale University in New Haven, Connecticut (USA) und erwarb 1955 den Master of Fine Arts an der University of Iowa in Iowa City.
Von 1956 bis 1961 arbeitete er in Dublin für das State Tourist Board. 1964 und 1965 lehrte er am Poetry Workshop der University of California in Berkeley. Gleichgelagerte Lehrtätigkeiten erfolgten von 1967 bis 1968 am University College Dublin und an der Experimental University of Vincennes. Es schloss sich eine Tätigkeit als Dozent am University College Cork an.
1969 wurde er Mitglied in der Irish Academy of Letters; außerdem war er Mitglied bei Aosdána.
Montague verfasste Kurzgeschichten und Gedichte. Darüber hinaus schrieb er ein Stück und übersetzte Texte aus der irischen Sprache.

## Auszeichnungen
- 1976: Irish-American Cultural Institute Award
- 2016: Bob Hughes Lifetime Achievement Award  für das Lebenswerk

## Werke
- Forms of Exile, 1958
- The Old People, 1960
- Poisoned Lands and Other Poems, 1961
- Anlaß zur Sünde, 1964
- All Legendary Obstacles, 1966
- Patriotic Suite, 1966
- Home Again, 1967
- A Chosen Light, 1967
- Hymn to the New Omagh Road, 1968
- A New Siege, 1969
- Tides, 1970
- The Rough Field, 1972
- Small Secrets, 1972
- The Cave of Night, 1974
- O’Riada’s Farewell, 1974
- The Great Cloak, 1978
- The Rough Field, 1979
- Das verlorene Notizbuch, 1993
- Erste Landschaft, erster Tod, 2008

Darüber hinaus gab er Anthologien heraus. Darunter 1974 The Faber Book of Irish Verse.